# Andrei Andrieș
Andrei Andrieș (n. 24 octombrie 1933, Chișinău, România – d. 7 aprilie 2012, Chișinău, Republica Moldova) a fost un fizician din Republica Moldova, care a fost ales membru corespondent (1978) și apoi membru titular (1984) al Academiei de Științe a Moldovei. Membru PCUS, secretar al organizației de partid a Academiei de științe din RSSM în perioada sovietică. 
Între anii 1984-1989 a îndeplinit funcția de secretar științific general și apoi în perioada 9 noiembrie 1989 - 5 februarie 2004 pe cea de președinte al Academiei de Științe a Moldovei.
În anul 1991, a fost ales membru de onoare al Academiei Române.

## Discipoli
- Valentin Ciumaș
- Mihai Iovu
- E.P. Colomeico
- D. Țiuleanu
- V. Ponomar
- A.V. Abașkin
- O.V. Bolșakov
- ș.a.